# Nostradamus

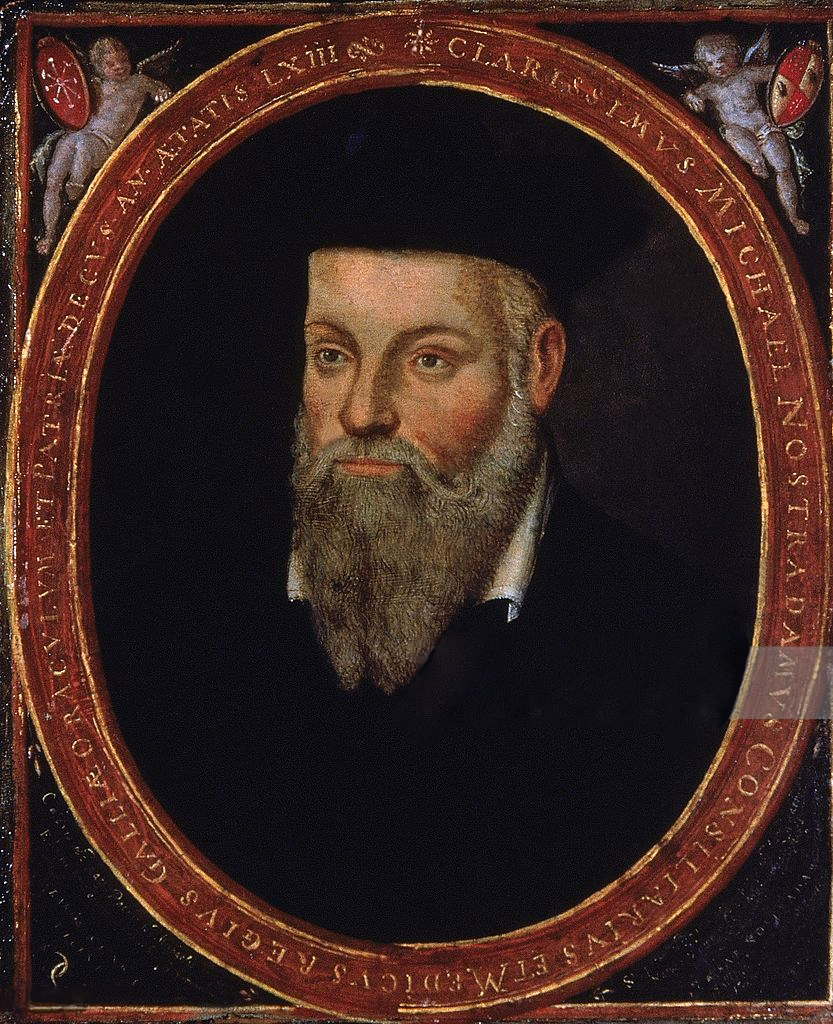
Michel de Nostredame, Porträt von seinem Sohn César de Nostredame

Nostradamus, latinisiert für Michel de Nostredame, auch Michel de Notre Dame (* 14. Dezember 1503 in Saint-Rémy-de-Provence, Provence; † 2. Juli 1566 in Salon-de-Provence), war ein französischer Apotheker, der als Arzt und Astrologe tätig war. Schon zu seinen Lebzeiten machten ihn seine prophetischen Gedichte berühmt, die aus Gruppen von je 100 zusammengefassten Vierzeilern (Quatrains) bestanden, den sogenannten Centurien.

## Leben und Familie

### Familie
Seine Eltern waren Jaume de Nostredame, Kornhändler, kirchlicher Notar in Saint-Rémy seit mindestens 1501 und Amtsvorsteher seit 1513, und Reyniere (Renée) de Saint-Rémy. Michel war der älteste Sohn unter den mindestens acht Kindern des Paares. Nachgewiesene Geschwister sind Delphine, Jehan, Pierre, Hector, Louis, Bertrand, Jean II und Antoine.
Der vor allem von Nostradamus’ Sohn César und seinem Anhänger, Sekretär und Biographen Jean-Aimé de Chavigny kolportierten Familienlegende nach sollen die Urgroßväter Jean de Saint-Rémy († vor 1504 oder 1518) und Pierre de Nostredame († vor 1503) Leibärzte Renés des Guten von Anjou, zeitweise König von Neapel, (1409–1480) bzw. seines ältesten Sohnes Johanns von Lothringen (1425–1470) gewesen sein. Tatsächlich war Pierre de Nostredame Getreidehändler und Notar, Jean de Saint-Rémy Mediziner, Stadtkämmerer und Steuereinnehmer.
Die Familie des Vaters war jüdisch; sein Großvater Pierre (der ursprünglich Guy Gassonet hieß) war zum katholischen Glauben konvertiert. Dieser nahm bei der Taufe den Namen Nostredame an – wohl nach der Kirche, in der er getauft wurde, oder nach dem Heiligentag, an dem es geschah.

### Kindheit und Ausbildung

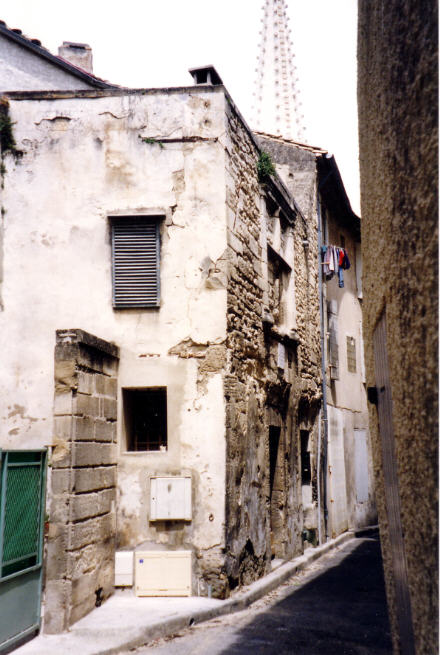
Nostradamus’ angebliches Geburtshaus, Saint-Rémy-de-Provence, fotografiert 1997

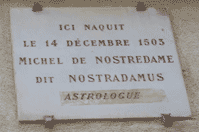
Gemeindetafel am angeblichen Geburtshaus von Nostradamus in St-Rémy, Frankreich, die ihn als „Astrologe“ beschreibt und sein Geburtsdatum mit 14. Dezember 1503 (Julianischer Kalender) angibt

Seine frühe Kindheit soll er in der Obhut des Urgroßvaters Jean de Saint-Rémy verbracht haben, nicht mit seinem Großvater, der René hieß und bereits verstorben war. Der Urgroßvater unterrichtete ihn angeblich in Latein, Griechisch, Hebräisch, der Kabbala, Mathematik und Astrologie, allerdings fehlt es nach 1504 an jeglichen Quellen über Leben und Tätigkeit des Urgroßvaters. Spätestens 1518, nach dem nicht belegten Tod des Urgroßvaters, der ihm sein Astrolabium vermacht haben soll, wurde Michel zur Universität Avignon geschickt. Ungefähr ein Jahr später musste er sein Studium (das so genannte Trivium, also Grammatik, Rhetorik, Logik) wieder aufgeben, da die Pest ausgebrochen war, und er wurde Apotheker.
1529 studierte er zumindest kurzzeitig in Montpellier, wo er „sehr rebellisch“ gewesen sein soll. Ob er auch anderweitig studiert und tatsächlich einen Doktorgrad in Medizin erworben hat, ist nicht belegt. Bekannt ist nur, dass er sein Wanderleben wieder aufnahm.

### Wanderjahre
1533 erhielt er einen Brief des bedeutenden Humanisten Julius Caesar Scaliger, der ihn schließlich einlud, mit ihm in Agen zu arbeiten. Er ließ sich im naheliegenden Port-Sainte-Marie nieder, wo er die nächsten vier Jahre blieb. Er heiratete eine Dame, deren Name mit Henriette d’Encausse angegeben wird, mit der er innerhalb kurzer Zeit einen Sohn und eine Tochter hatte. Nostradamus verlor seine Familie 1535 durch eine nicht genau bekannte Infektionskrankheit (Pest oder vielleicht die erstmals auftretende Diphtherie).
Dieser familiäre Verlust, verbunden mit Streitigkeiten zwischen ihm und den Eltern seiner Frau um die Rückgabe der Mitgift, einer Auseinandersetzung mit Scaliger und einer Vorladung der Inquisition nach Toulouse waren für ihn wohl Anlass genug, erneut auf Reisen zu gehen. Die Aufmerksamkeit der Inquisition soll er mit einer Bemerkung gegenüber einem Erzgießer erregt haben. Als dieser mit der Herstellung einer Madonnenstatue befasst war, soll Nostradamus ihm vorgeworfen haben, „Teufelsbilder“ anzufertigen. Verteidiger von Nostradamus’ Rechtgläubigkeit versuchten später, diesen Satz dahin zu wenden, dass er sich auf die ästhetische Qualität des Werks bezogen habe. Dabei ist zu berücksichtigen, dass damals einige Protestanten radikal bilderstürmerisch gesinnt waren und jede Kritik an gegenständlichen Kunstwerken daher als Sympathiebekundung mit ihnen gelten konnte. Zwar soll Nostradamus ein strenggläubiger Katholik gewesen sein und keine Gelegenheit ausgelassen haben, auch schriftlich seine Rechtgläubigkeit zu beteuern, immerhin ist aber ein Brief von ihm vom 15. Juli 1561 an den protestantischen Amateurastronomen und Lutheraner Lorenz Tubbe (Laurentius Tubbius Pomeranus) überliefert, der Interpretationsmöglichkeiten offen lässt:
Hier in Salon brodeln wie anderswo auch wegen des Glaubens Hass und Streit unter den angesehenen Herren; der Zorn wächst unter den Verteidigern der papistischen Tradition – ebenso wie unter den Bekennern der Lehre in ursprünglicher Frömmigkeit. Ein gewisser, auf der Kanzel sehr zungenfertiger Franziskaner bringt die Menge gegen die Lutheraner auf, stachelt sie zu Gewalt auf und drängt sie zu Mordtat gar. Fast kam es Karfreitag dazu. 500 Mann, mit Eisenstangen bewaffnet, fielen wie Wahnsinnige in die Kirche ein. Nostradamus wurde Lutheraner genannt. Fast alle anderen Verdächtigten sind geflohen. Was mich betrifft, floh ich durch diese gewalttätige Wut erschreckt nach Avignon.
In den nächsten fünf Jahren soll er durch das Elsass, Lothringen und in Italien gereist und 1541 wieder in die Provence zurückgekehrt sein. Seine Aufenthalte sind jedoch nicht zu belegen. 1544 bekämpfte er zusammen mit dem Arzt Louis Serre einen Ausbruch der Pest in Marseille, ab Ende Mai 1546 arbeitete er allein in Aix, Salon und 1547 kurz auch (ob zur Behandlung der Pest oder aus anderen Gründen ist unbekannt) in Lyon.

### Sesshaftigkeit

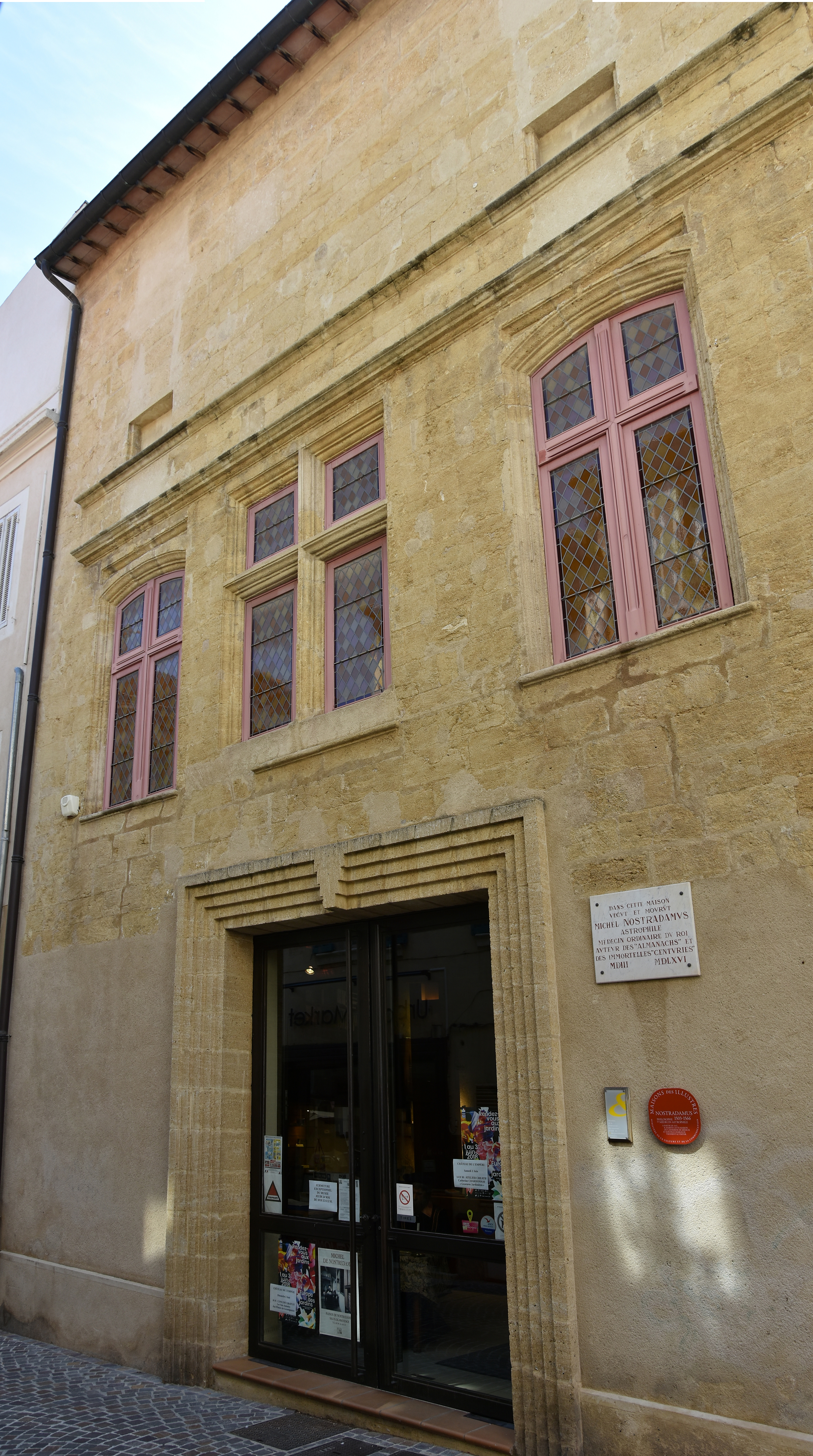
Das nach dem Erdbeben von 1909 sanierte Nostradamus-Haus und Museum in Salon-de-Provence

Im Jahr 1547 starb sein Vater, und am 26. November desselben Jahres heiratete er in zweiter Ehe die Saloner Witwe Anne Ponsarde. Da seine Frau vermögend war, konnte er sich in den folgenden Jahren vorwiegend seinen schriftstellerischen Arbeiten widmen. Aus dieser Ehe gingen drei Söhne und drei Töchter hervor (Madeleine, César, Charles, André, Anne und als Letztgeborene Diane).
Er scheint sich mit ansehnlichem Erfolg an wirtschaftlichen Unternehmungen und Spekulationen beteiligt zu haben. Nachweisbar ist insbesondere seine spätere Beteiligung am Bau des Kanals zwischen Rhone und Durance durch Adam de Craponne. Mithin war Nostradamus ein für die Zeit durchaus vermögender Mann.
Seinen Almanachen verdankte er ein Treffen mit dem französischen König Heinrich II. und dessen Ehefrau Caterina de’ Medici im Jahr 1555. Der Aufenthalt bei Hofe schien zunächst nicht sehr erfolgreich zu verlaufen, denn der König war an Prophezeiungen nicht besonders interessiert. Nostradamus wurde von Geldproblemen geplagt, was ihn dazu zwang, von dem berühmten Gelehrten Jean Morel ein Darlehen zu nehmen. Zudem kam es in dieser Zeit zu einem ersten Anfall der Gicht, die in den folgenden Jahren zu einem chronischen Leiden wurde.
Die Königin jedoch, die weit mehr als ihr Gatte am Okkulten allgemein und an Nostradamus im Besonderen interessiert war, lud ihn ein, Horoskope für ihre Kinder zu erstellen. Im Jahr 1564 – zwei Jahre vor seinem Tod – soll der inzwischen 60-jährige und begüterte Nostradamus anlässlich eines Besuches des neuen Königs Karl IX. und seiner Mutter Katharina in Salon zum Leibarzt des Königs ernannt worden sein.

### Tod

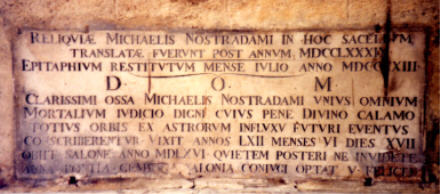
Nostradamus’ letztes Grab in der Kirche Saint-Laurent de Salon-de-Provence, wohin seine sterblichen Überreste umgebettet wurden.

In der Nacht vom 1. auf den 2. Juli 1566 starb Nostradamus mit 62 Jahren an einem Herzinfarkt oder Asthma-Anfall in Folge seiner Wassersucht, was er selbst prophezeit haben soll. Er hatte seit Jahren an chronischer Gicht gelitten, die zu Nierenversagen führte, und wurde in der Minoritenkirche Saint-François-de-Salon begraben. In den Wirren der Französischen Revolution wurde sein Grab 1791 von Nationalgardisten aus Marseille geschändet und die Knochen zerstreut. Bei dieser Gelegenheit soll einer der Soldaten Nostradamus’ Schädel als Trinkschale verwendet haben. Schließlich wurden die Reste der Gebeine in der Seitenkapelle der Jungfrau Maria der Kirche Saint-Laurent de Salon-de-Provence erneut bestattet.
Seine Frau Anne überlebte ihn um 18 Jahre, sie starb 1584. Die Spur der Familie verliert sich im 17. Jahrhundert.

## Nostradamus als Arzt
Es ist unklar, ob Nostradamus sein Medizinstudium abgeschlossen hat.
Laut einem von Guillaume Rondelet, dem damaligen „Studentenprokurator“ und späteren Kanzler der Universität Montpellier, stammenden Dokument wurde Nostradamus das weitere Studium verwehrt, da er als Apotheker galt und Apotheker nicht Medizin studieren durften.
Folgendes kann gesagt werden:
- Es ist nicht belegt, dass Nostradamus sich selbst je „Arzt“ genannt hätte.
- Dass er Apotheker, oder genauer: Produzent von Pharmazeutika, Kosmetika und Konfitüren war, ist durch seine eigenen einschlägigen Schriften belegt.[16]
- 1554 hat die Stadt Aix-en-Provence ihn zum „Meister“ statt „Doktor“ ernannt.[17]
- 1555 habe er vor einer Sammlung von Ärzten in Lyon erklärt, er sei selbst kein Arzt.[18]
- Einige seiner Korrespondenten und Herausgeber haben ihn „Doktor“ genannt, andere nicht.[19]
- Ob er 1564 wirklich zum königlichen Arzt und Privatrat ernannt wurde, unterliegt Zweifeln, da der 1614, also 50 Jahre später verfasste Bericht von Nostradamus’ Sohn César stammt,[20] dem Leroy allerlei Schwärmereien über seinen Vater und seinen Einfluss am königlichen Hof nachsagt und ihn daher für nicht glaubwürdig hält[21] und Brind’Amour[22].

## Nostradamus als Astrologe
Zur Frage, ob Nostradamus ein echter, beruflicher Astrologe war, kann bemerkt werden:
- Es ist nicht belegt, dass Nostradamus sich je selbst „Astrologe“ genannt hätte, vielmehr nannte er sich stets astrophile („Sternenfreund“).[23]
- Das Erstellen eines Horoskops als Teil einer Therapie war zu der Zeit üblich.[24]
- Wegen der Pest musste er 1520 die Universität Avignon verlassen,[25] also zu früh, um dort Astrologie als Teil des „Quadriviums“ (zweiter Teil des Studiums) studiert zu haben.[26]
- Da er 1529 die Universität Montpellier schon bald verlassen musste, kann er auch dort nicht Astrologie studiert haben.
- 1557 in seiner Quatrain VI.100 hat er die Astrologen attackiert und sie sogar der Hölle gewidmet.[27]
- Er hat oft als psychisch-astrologischer Berater gearbeitet, behauptete aber nie, Astrologe zu sein. Meist scheint er seine Kunden veranlasst zu haben, ein Horoskop bei beruflichen Astrologen zu erwerben.[28]
- Musste er selbst ein Horoskop erstellen, so unterliefen ihm meist zahlreiche schwerwiegende Fehler (Planeten in falschen Zeichen usw.).[29]
- Insbesondere unterließ er es, die den Ephemeriden entnommenen Planetenpositionen für die Zeit und den Ort des Horoskops anzupassen, legte dem Horoskop also stets die Positionen für Mittag am Ort der Ephemeride zugrunde, was auf Aszendent und damit auf die Häuser der Planeten massive Auswirkungen hat.[30]
- Sein berühmtes Horoskop für Kronprinz Rudolf von Habsburg von 1565 war fast völlig falsch.[31]
- In einem offenen Brief des Astrologen Laurens Videl, der in Avignon Astrologie unterrichtete, schrieb dieser: „Ich kann mit völliger Sicherheit sagen, dass Du von echter Astrologie weniger als nichts verstehst … Du, der nicht die geringste Bewegung irgend eines Sterns zu kalkulieren weißt: und keineswegs mehr als die Bewegungen verstehst Du, wie Deine Ephemeriden zu benutzen sind.“[32]

## Die Prophezeiungen

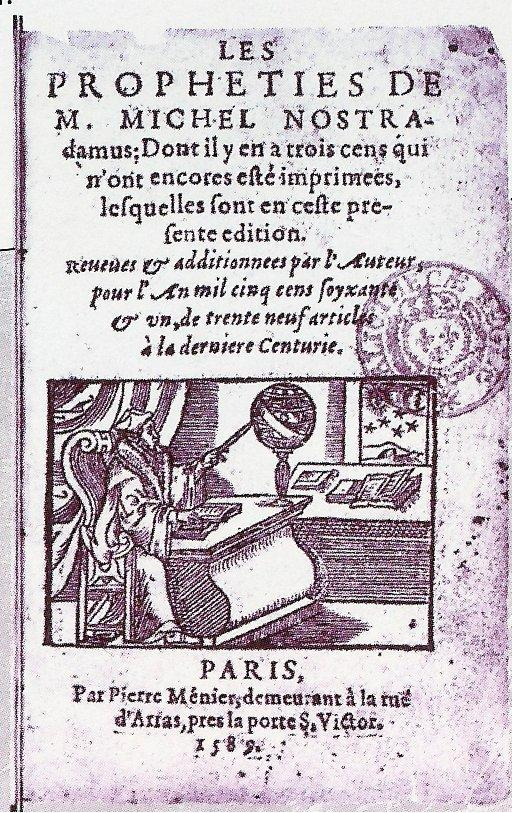
Eine Ausgabe dieser Centurien aus dem Jahr 1589

Drei Jahre nach seiner zweiten Eheschließung, im Jahr 1550, begann Nostradamus mit der Verfassung von jährlichen Almanachen, in denen die ersten Prophezeiungen für das jeweilige Jahr abgedruckt wurden. Diese Broschüren wurden mit Prophezeiungen in Prosa und auf Französisch anstatt des bisher üblichen Latein veröffentlicht. Nostradamus hielt an der Veröffentlichung dieser Almanache, die ihm eine erste Berühmtheit verschafften, bis zu seinem Todesjahr fest. Seit 1555 enthielten sie auch Vierzeiler. Im selben Jahr gab er in Lyon eine größere Menge an Prophezeiungen in Vierzeilern als Les Propheties de M. Michel Nostradamus heraus, bestehend aus vier „Centurien“, die sich ihrerseits wiederum aus drei Mal hundert und einmal 53 Quatrains genannten Vierzeilern zusammensetzten.
Typische Merkmale seiner Prophezeiungen sind das fast vollständige Fehlen von konkreten Zeitangaben und Namen und eine sehr metaphorische Sprache, die im Manuskript wahrscheinlich ganz ohne Interpunktion auskam, was die Prophezeiungen bis in unsere Zeit rätselhaft macht und immer neue Deutungen zulässt. Viele der Verse enthalten Verweise auf astrologische Konstellationen. Auch wurde festgestellt, dass viele der Prophezeiungen Paraphrasen historischer Texte sind, die zum Beispiel aus De honesta disciplina des Petrus Crinitus, dem Liber prodigiorum des Iulius Obsequens, oder dem Mirabilis Liber von 1523, einem Bibelkommentar, stammen.
Etwas klarer spricht Nostradamus im Vorwort an seinen Sohn César über seine Prophezeiungen und erklärt, diese reichten „von heute bis ins Jahr 3797“, ohne aber auf ihren Inhalt einzugehen. Die Jahresangabe ist eher ungewöhnlich. Wenn man davon jedoch das Jahr der Veröffentlichung 1555 abzieht, dann kommt man auf einen Geltungszeitraum von 2242 Jahren. Fünf Jahre zuvor hatte seine größte astrologische Quelle, Richard Roussats Livre de l’etat et mutations des temps, das Jahr 2242 als möglichen Termin für das Ende der Welt veröffentlicht. Bis zu seinem Tod veröffentlichte Nostradamus sieben Centurien – von drei weiteren wird ohne Beleg angegeben, sie seien bereits zu seinen Lebzeiten 1558 erschienen. Daneben sollen sich in seinem Nachlass weitere Texte befunden haben, die zum Teil in Prosa verfasst waren, zum Teil als Sechszeiler. Die Prosatexte sind (wenn nicht die Almanache selbst) verloren gegangen, die Sechszeiler werden als 11. und 12. Centurie gehandelt, obwohl sie bei weitem nicht aus 200 Strophen bestehen. Eine auch für Nostradamus unerfreuliche Tatsache war es, dass bereits kurz nach dem Erscheinen seiner Prophezeiungen nicht nur Schmähschriften gegen ihn, sondern auch Fälschungen kursierten, um von seinem Erfolg zu profitieren.
Erst 1614 verband sein Sohn César erstmals die Strophe 35 der ersten Centurie von 1555 mit dem Tod König Heinrichs II. (Nostradamus selbst hatte angeblich nie von der Idee gehört, nahm für dieses historische Ereignis in einem Brief von 1562 an Jean de Vauzelles vielmehr die Strophe III.55 in Anspruch). Die spektakuläre Deutung dieser Strophe wird oft fälschlich als Grund für die Berühmtheit des Propheten angegeben:
„Le lyon ieune le vieux surmontera,
En champ bellique par singulier duelle:
Dans cage d’or les yeux luy creuera,
Deux classes une, puis mourir, mort cruelle.“
„Der junge Löwe wird den alten besiegen,
Auf dem Schlachtfeld in einem einzigen Duell:
Im goldenen Käfig wird er ihm die Augen ausstechen,
Zwei Flotten [oder: Armeen] einig, dann wird er einen grausamen Tod sterben.“
Am 30. Juni 1559, bei der Feier des Friedens von Cateau-Cambrésis, bestritt Heinrich II. (* 1519) auf der Rue Saint-Antoine in Paris einen Turnierzweikampf mit stumpfen Waffen mit dem Grafen Montgomery (* um 1530), dem Hauptmann der schottischen Garde; dessen Lanze brach. Ein Splitter drang durch das Visier des Helms über dem rechten Auge des Königs ein. Heinrich II. starb zehn Tage später, am 10. Juli, an einer Hirnhautentzündung.
Obwohl dieser Quatrain häufig angeführt wird, wenn ein Beispiel für Nostradamus’ erfolgreiche Prophetie zu geben ist, ist er durchaus nicht präzise auf den Tod Heinrichs II. zu beziehen. Dass Heinrich einen goldenen Helm trug, ist nicht belegt. Auch die Bezeichnung des Gegners als junger bzw. alter Löwe ist unklar: Man hat es auf die Turnierembleme gedeutet, jedoch ist weder von Heinrich noch von Montgomery die heraldische Verwendung eines Löwen belegt (das Emblem der Valois-Könige ist zudem der Hahn). Der Lanzensplitter drang nicht ins Auge, sondern darüber ein, das Auge selbst blieb unverletzt. Es handelte sich auch nur um eine Wunde, obwohl einige Berichte von einer weiteren Verletzung am Hals sprechen. Leitet man classes alternativ zum griechischen klasis vom lateinischen classis (Flotte) ab, wird der Sinn auch nicht klarer. Und schließlich kann ein Turnierkampf nur übertragen als Duell auf dem Schlachtfeld gelten.

## Wirkung und Rezeption

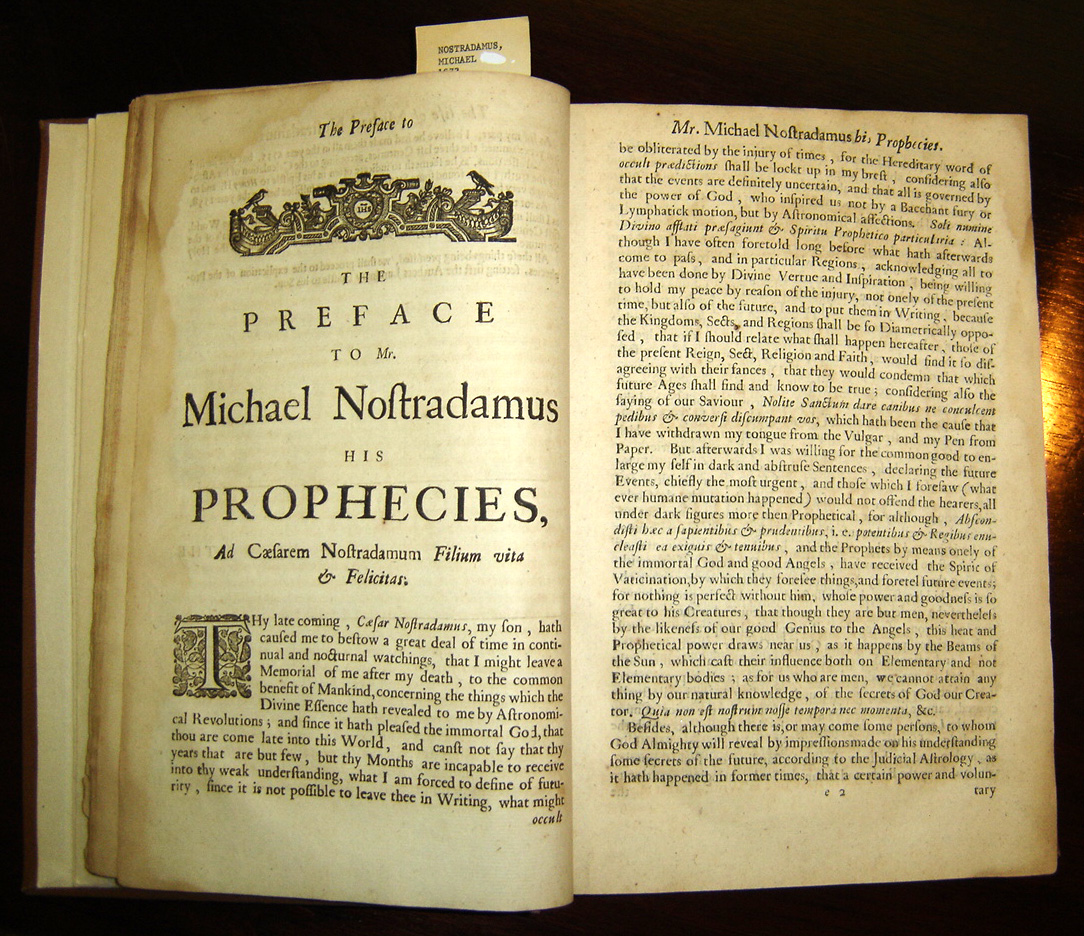
Exemplar von Theophilus de Garencières’ englischer Übersetzung der Propheties von 1672, heute in der P. I. Nixon Medical History Library der Universität von Texas in San Antonio

Dank seiner Almanache schon zu Lebzeiten berühmt, ist Nostradamus bis heute einer der bekanntesten Verfasser von Prophezeiungen. Nostradamus wurde häufig als Protagonist in Filmen und Romanen genutzt, und seine Prophezeiungen – oder Imitationen, die ihm zugeschrieben werden – werden immer wieder in Buchform verlegt. Vielen Menschen gelten die Prophezeiungen des Nostradamus als Offenbarung der Zukunft schlechthin, und infolge der vielfachen Interpretationsmöglichkeiten seiner Quatrains lassen sich fast beliebig Übereinstimmungen zwischen Voraussagen und tatsächlichen Ereignissen finden. Der Philosoph Max Dessoir formulierte: „Das Wunder bei Nostradamus ist nicht sein Text, sondern die Auslegekunst seiner Erklärer“. Insbesondere in Zeiten von Krieg oder wirtschaftlicher Instabilität wird seinen Prophezeiungen in besonders hohem Maß Bedeutung zugemessen und zugewiesen.
Allerdings zog Nostradamus schon bei seinen Zeitgenossen Kritik wegen seiner Prophezeiungen auf sich. So spottete angeblich etwa sein Landsmann Étienne Jodelle über den Propheten: "Nostra damus, cum falsa damus, nam fallere nostrum est." (Sinngemäß: "Wir geben das Unsere, wenn wir das Falsche geben, denn unser ist der Schwindel.")

### Filme
- More About Nostradamus (1941), US-amerikanischer Kurzfilm mit John Burton und Hans Conried
- Weltkatastrophe 1999? – Die Prophezeiung des Nostradamus (1974), japanischer Katastrophen-Endzeitfilm der Tōhō Studios
- Nostradamus (1994), britisch-deutsche Filmbiografie mit Tchéky Karyo, F. Murray Abraham, Rutger Hauer, Amanda Plummer und Julia Ormond

### Dokumentarfilme
- The Man Who Saw Tomorrow. 90 Min. Regie: Robert Guenette; Moderator und Erzähler: Orson Welles. USA 1981.[39]
- Nostradamus – Prophezeiungen des Schreckens. 48 Min. Regie: Karlheinz Geiger. Deutschland 1994.[40]
- Nostradamus – Prophet des Untergangs. (= Sphinx – Geheimnisse der Geschichte. Staffel 4, Folge 1). 43 Min. Drehbuch: Günther Klein. Deutschland 1999.[41]
- Nostradamus – Das dritte Jahrtausend. 88 Min. Regie: Klaus Kamphausen; Produktion: Komplett-Media. Deutschland 2003.[42]
- Nostradamus: 2012. 120 Min. Regie: Andy Pickard. USA 2009.[43]
- Nostradamus – Das Geheimnis seiner Prophezeiungen. 100 Min. Regie: Raul Cadena, Ben Krueger. USA 2015.[44]
- Nostradamus. (= Mythos – Die größten Rätsel der Geschichte. Staffel 3, Folge 4). 45 Min. Drehbuch: Vivien Schwarzenberg. Deutschland 2021.[45]
- Nostradamus: Das Orakel des Untergangs. 45 Min. Regie: Piers Garland; Drehbuch: Daria Tuca. Vereinigtes Königreich 2023.[46]

### Fernsehserien
- First Wave – Die Prophezeiung (1999–2001) von Francis Ford Coppola
- Switch Reloaded (2007–2012) mit Bernhard Hoëcker, der Nostradamus in einer fiktiven Sendung „Nostradamus-TV“ (eine Anspielung auf den deutschen Nachrichtensender n-tv) parodiert
- Reign (2013–2017) mit Nostradamus als Berater der französischen Königin

### Musik
- Roger Boggasch, Johannes Reitmeier: Nostradamus, Musical (Uraufführung 2000 in Passau)
- The Bollock Brothers: The Prophecies of Nostradamus, Konzeptalbum (1987)
- Christian Death: Prophecies (1996)
- Dark Angel: Black Prophecies auf dem Album Darkness Descends (1986)
- Gerhard Grün: Nostradamus – le mystique, Musical (Uraufführung 2003 in Bendorf)
- Haggard: And Thou Shalt Trust… The Seer, Konzeptalbum über Nostradamus (1997)
- Haggard: Awaking the Centuries, Konzeptalbum über Nostradamus (2000)
- Helloween: The Time of the Oath, Konzeptalbum über Prophezeiungen des Nostradamus (1996)
- Justin Hayward: Nostradamus auf dem Album Songwriter (1977)
- Japanische Kampfhörspiele: Nostradamus in Echtzeit (2001)
- Judas Priest: Nostradamus, Konzeptalbum (Juni 2008)
- Nas: Nastradamus (1999)
- Nikolo Kotzev: Nostradamus, Rockoper (2001)
- Manfred Mann’s Earth Band: Somewhere in Africa: Eyes of Nostradamus (1982)
- Saurom Lamderth: Nostradamus auf dem Album Legado de juglares (2005)
- Al Stewart: Nostradamus auf dem Album Past, Present and Future (1974)
- Otto M. Schwarz: Nostradamus, Konzertstück für Blasorchester (2002)
- PERU:‘‘The Prophecies‘‘ (1993, Red Bullet Records RB66.70)
- Stratovarius: Visions auf dem Album Visions (1997) mit Auszügen aus Nostradamus „Centurien“

### Comics
- Ray O. Nolan (Szenario), Jörg Hartmann (Zeichnung & Farben): Nostradamus, Wanderer zwischen den Zeiten (Ehapa Comic Collection). Egmont, Köln 2007, ISBN 978-3-7704-3171-7.
- Massimo Marconi (Text), Massimo De Vita (Zeichnungen): Topolino e il ritorno al passato (dt. Wissen ist Macht), 1987 (LTB 134) mit Micky und Goofy
- Don Rosa (Text und Zeichnungen): The Curse of Nostrildamus (dt. Der Fluch des Nostrildamus), 1989 u. a. Micky Maus 1990-10, Hall of Fame 6: Don Rosa 2, Die tollsten Geschichten von Donald Duck (Sonderheft) 278, mit Donald Duck und Onkel Dagobert

## Werke
- 1551–1555(?), Orus Apollo, fils de Osiris, roi de Ægipte niliaque, des notes hieroglyphiques, livres deux mis en rithme par epigrammes, œuvre de incredible et admirable erudition et antiquité, Handschrift, Bibliothèque Nationale, Paris, BN fonds français 2-594. Es handelt sich um ein dem Horapollon, einem Ägypter des 5. Jahrhunderts zugeschriebenes Werk über die Hieroglyphen, die rein bildlich-allegorisch (und damit falsch) gedeutet werden. Vermutlich eine Pseudepigraphie des 14. Jahrhunderts. Die Schrift wurde 1551 von Jean Mercier aus dem Griechischen ins Lateinische übersetzt. Nostradamus fertigte seine Übersetzung ins Französische vor 1555 an. Ausgabe: Interprétation des hiéroglyphes de Horapollo. Texte inédit établi et commenté par Pierre Rollet. Ruiromer, Barcelona 1968
- 1550–1567, jährliche Almanache, erhalten sind die Ausgaben von
  - 1553, gedruckt bei Bertot in Lyon
  - 1563, gedruckt von Pierre Roux, Avignon; sie befindet sich in der Bibliothèque Arbaud, Aix-en-Provence
  - und viele andere, die neulich entdeckt und in der Stadtbibliothek Lyon erhalten oder kopiert sind (Fonds Chomarat).[47]
- 1552, Traicté des Fardements et des Senteurs, Lyon, deutsch 1572
- 1552, Le vray et parfaict embellisement de la face, Lyon. Auf Deutsch übersetzt von Jeremias Martius (Hieremias Martius) unter dem Titel* „Michaelis Nostradami, … zwey Bücher, darinn Wahrhafftiger, gründtlicher, u. volkomner Bericht gegeben wirt, wie man erstlich einen ungestalten Leib, an Weib und Mannspersonen außwendig zieren, schön, und junggeschaffen machen, und allerley wolriechende, köstliche, krefftige Wasser … artlich zubereyten und wie man folgents allerley Frücht auff das künstlichest, und lieblichest, in Zucker einmachen und zur Notturfft auffbehalten soll“ (Jeremias Martius: Augsburg, 1572. Digitalisat der Bayerischen Staatsbibliothek)
- 1554, Ein Erschrecklich und Wunderbarlich Zeychen. Aus Frantzösischer Sprach Tranßferirt / vnd Gedruckt zu Nürmberg bey M. Joachim Heller. Einblattdruck über einen von Nostradamus über Salon beobachteten Kometen. Erste bekannte Übersetzung ins Deutsche. Digitalisat
- 1555, Excellent et moult utile Opuscule à touts necessaire qui desirent auoir cognoissance de plusieurs exquises Receptes, Lyon. Nachdruck der beiden Schriften von 1552, ergänzt um Rezepte für einen Liebestrank, Pestpastillen und einige Reiseerinnerungen.
- 1555, Les Propheties de M. Michel Nostradamus, Lyon, bei Macé Bonhomme, mit der Vorrede an den Sohn César (datiert vom 1. März 1555), den Centurien 1-3 und den Quatrains 1-53 der 4. Centurie (d. h. 353 Quatrains). Von dieser Ausgabe sind zwei Exemplare erhalten:
  - Exemplar in der Bibliothèque Municipale d’Albi, Fonds Rochegude 12426R. Faksimile-Ausgabe: Les Prophéties. Lyon, 1555 Amis de Michel Nostradamus, Lyon 1984
  - Exemplar in der Österreichischen Nationalbibliothek, Wien, 245154-A FID 44-132. Ausgabe: Pierre Brind’Amour* Nostradamus* Les Premieres Centuries ou Propheties (edition Marc Bonhomme de 1555) Edition et commentaire de l’Epitre a Cesar et des 353 premiers quatrains. Droz, Genf 1996, ISBN 2-600-00138-7.
  - Beide Ausgaben unterscheiden sich voneinander, obwohl beide am 4. Mai 1555 gedruckt wurden.
- 1557, La grand' pronostication nouuelle, auec portenteuse prediction pour l’an 1557, composee par maistre Michel Nostradamus, docteur en medecine, de Salon de Craux en Prouence, contre ceux qui tant de foys l’ont faict mort, Broschüre, gedruckt bei Jacques Kerver, Paris, erhalten in der Bibliothèque Arbaud, Aix-en-Provence.
- 1557, Les Propheties de M. Michel Nostradamus, Lyon, bei Antoine du Rosne. Drei Exemplare sind bekannt:
  - Exemplar in der Universitätsbibliothek Utrecht (gedruckt 6. September 1557) mit der Vorrede an den Sohn César und den Centurien 1-5, 99 Quatrains der 6. Zenturie, eine nicht nummerierte in Latein, 42 Quatrains der 7. Zenturie (d. h. 642 Quatrains), abgeschlossen mit dem Wort FIN. Faksimile-Ausgabe: Éditions Michel Chomarat, Lyon 1993
  - Exemplar in der Széchényi-Nationalbibliothek, Budapest, Ant. 8192 (gedruckt 3. November 1557) ohne den Quatrain in Latein und die Quatrains 41 und 42 der 7. Zenturie (d. h. 639 Quatrains)
  - Exemplar in der Russischen Staatsbibliothek, Moskau, identisch mit dem Budapester Exemplar
  - Ein Exemplar befand sich in München, bis es 1942 auf Befehl Hitlers entfernt wurde, seitdem ist es verschollen.
- 1557, Traité sur le remède contre la peste et toutes les fièvres
- 1557, Paraphrase de C Galen (Galenus), ebenfalls bei Antoine du Rosne, Lyon.
- 1558, angebliche Veröffentlichung weiterer Prophezeiungen* die Vorrede an König Heinrich II. (datiert 27. Juni 1558) und der Zenturien 8–10. Von dieser Ausgabe hat kein Exemplar bisher überlebt; es wird lediglich bei späteren Drucklegungen darauf Bezug genommen* Lyon 1568 (unten), Lyon 1605, Troyes c.1611, Lyon 1627, Lyon 1640, Lyon 1644, Rouen 1649, Leiden 1650, Amsterdam 1667 und 1668, Paris 1668. Die Ausgabe muss somit (als letzte Ausgabe zu Nostradamus Lebzeiten) bisher als hypothetisch angenommen werden. Eine Reihe von Ausgaben mit der gedruckten Jahreszahl 1566 sind als Fälschungen bekannt, stammen allerdings zumeist aus dem 18. Jahrhundert.
- 1559, Les signification de l’eclipse qui sera 16 septembre, Paris
- 1561, Le remède très utile contre le peste (teilweise), Paris
- 1568, Les Propheties de M. Michel Nostradamus – dont il y en a trois cens qui n’ont encores iamais esté imprimées, bei Benoist Rigaud in Lyon; erste (erhaltene) Veröffentlichung der Zenturien 8–10* Vorrede an den Sohn César, Centurie 1–6, Quatrains 1–42 der 7. Zenturie, gefolgt von dem Wort FIN, Brief an den König Heinrich II., Centurie 8–10 (mit dem Anspruch, dass diese nie zuvor gedruckt wurden!) (d. h. 942 Quatrains). Es sind mehrere Drucke erhalten, die als „A“ und „X“ bezeichneten Ausgaben scheinen die Authentischsten zu sein.[48]